# Барбе д’Оревильи, Жюль Амеде
Жюль Амеде Барбе д’Оревильи (фр. Jules Amédée Barbey d'Aurevilly; 2 ноября 1808 года, Сен-Совёр-ле-Виконт, департамент Манш — 23 апреля 1889 года, Париж) — французский писатель и публицист.

## Биография
Родился и вырос в Нормандии. По линии отца принадлежал к крестьянскому роду, в 1765 году купившему себе дворянство, по материнской линии — к старой нормандской аристократии. Учился праву. В 1827 году познакомился в парижском лицее С Морисом де Гереном, дружеские отношения с которым поддерживал потом до смерти последнего, опубликовал сочинения его сестры Эжени де Герен.

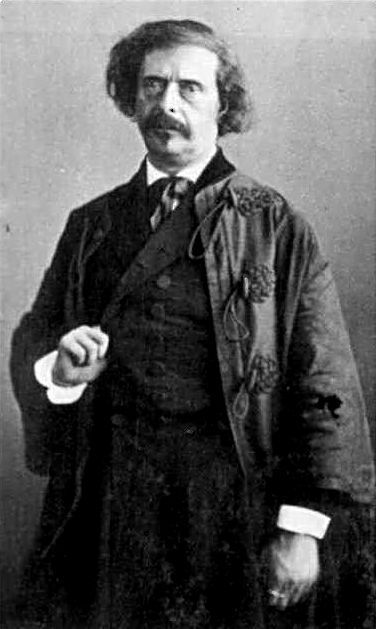
Барбе д’Оревильи. Фотопортрет работы Надара, 1860—1865

С 1833 года окончательно обосновался в Париже, вел жизнь денди, злоупотреблял алкоголем и наркотиками. В 1846 году пережил религиозный кризис, возвратился к католицизму, ценностям рода и земли. Сотрудничал в ежедневной газете «Конститюсьоннель», публиковал политические фельетоны, выражал монархические взгляды, посвятил большое эссе Жозефу де Местру. Параллельно вёл модную хронику, вообще много писал о моде. В 1857 году Барбе д’Оревильи активно поддержал Бодлера, когда тому грозил суд по обвинению в оскорблении общественной нравственности; в 1874 году, после выхода в свет сборника новелл «Те, что от дьявола», такой же процесс угрожал ему самому. При осаде Парижа в ходе франко-прусской войны записался в национальную гвардию. Последние годы жизни провел в уединении, в узком кругу близких ему людей: Леона Блуа, Поля Бурже, Гюисманса, Рашильд.

## Творчество
Фигура и судьба Барбе д’Оревильи отмечены кричащими противоречиями: Михаил Кузмин видел в его творчестве переход «от романтизма к натурализму и снова романтическому декадентству и символизму» (предисловие к русскому изданию книги «О дендизме» 1912 года). Новеллы, повести и романы Барбе нередко связаны с недавним историческим прошлым — прежде всего, с событиями Французской революции и мятежом шуанов на северо-западе страны («Шевалье Де Туш», 1864 год, и др.). Характерные мотивы его прозы, глубоко кризисной по взгляду на мир, — крах старых ценностей, невозможность любви, таинственная зачарованность злом. Традиционалист Барбе не раз обвинялся в аморализме (так было с его романом «Старая любовница», 1851), ряд книг этого католика и роялиста («Женатый священник», 1865; «Те, что от дьявола», 1874) вызвал протест клерикальных кругов: недаром Анатоль Франс называл Барбе д’Оревильи непримиримым католиком, который исповедует свою веру исключительно в богохульствах. Многочисленные эссе писателя о героях прошлого и настоящего были объединены в четыре серии и составили многотомник «Труды и люди», большей частью вышедший уже после смерти автора. Известен также его небольшой трактат, посвященный дендизму и прославленному британскому денди Джорджу Браммелу (1845).

## Наследие и признание

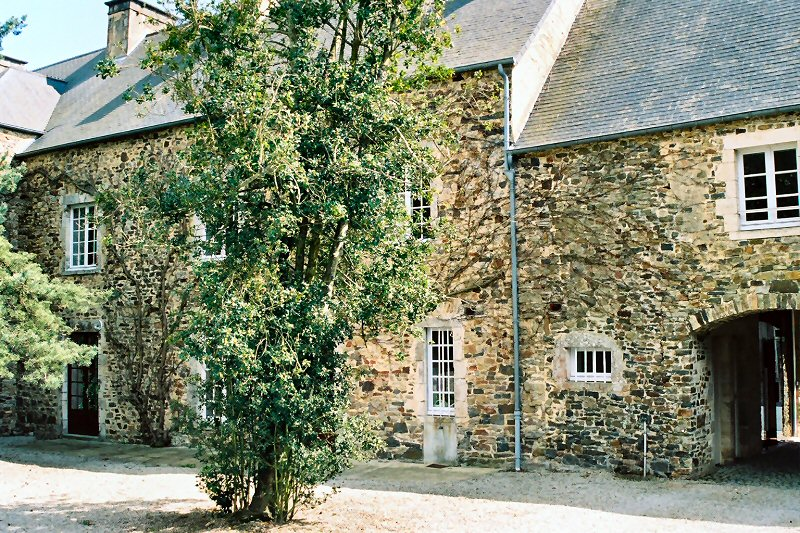
Родовое имение Барбе д’Оревильи

Сочинения Барбе д’Оревильи переиздаются во Франции по сей день и имеют далеко не академический интерес. По многим из них сняты телевизионные фильмы. В 2007 году роман «Старая любовница» стал основой ленты Катрин Брейя (в 1921 году новеллу «Женская месть» экранизировал знаменитый немецкий экспрессионист Роберт Вине, в 1970-м новеллу «Дон Жуан» — известный итальянский актёр, режиссёр театра и кино Кармело Бене). В России к прозе и фигуре Барбе д’Оревильи обращались символисты, Максимилиан Волошин, Михаил Кузмин, Осип Мандельштам.

## Сочинения
- Le Cachet d’onyx (1831)
- Madame de Gesvres ou l’amour impossible (1836)
- Du Dandysme et de G. Brummell (1845)
- Une vieille maîtresse (1851)
- L’ensorcelée (1852)
- Les Œuvres et les Hommes (1860—1909)
- Chevalier Des Touches (1864)
- Un prêtre marié (1865)
- Diaboliques (1874)
- Une histoire sans nom (1882)

## Новейшие сводные издания
- Œuvres romanesques complètes. 2 vols. Paris: Gallimard, 1964—1966
- Correspondance générale. Paris: Belles-lettres, 1980—1989

## Публикации на русском языке
- Лики дьявола. СПб: Пантеон, 1908.
- Дендизм и Джордж Брэммель. М.: Альциона, 1912.
- Дьявольские повести. — СПб.: Лениздат, 1993. — 509 с. ISBN 5-289-01318-0
- Дендизм и Джордж Бреммель: Эссе. М.: Независимая газета, 2000.
- Имени нет: Избранные произведения. М.: Энигма, 2006 (Коллекция «Гримуар»)  Архивная копия от 4 марта 2016 на Wayback Machine.
- Дендизм и Джордж Браммелл. М.: Издание книжного магазина «Циолковский», 2017.